# 鳥羽曙
鳥羽曙 (とばあけみ，1929年-），日本福井縣人。1978年開始研究燒製竹炭，1985年成功燒製高品質的竹炭，並將日本竹炭商業化。1993年5月成立小浜竹炭生產組合，2003年(平成15年)日本的竹/竹醋液液態煤炭產量委員會成立，被任命為董事長。1996年6月-2000年5月任日本竹炭竹酢液協會會長，2002年1月任福井燒炭協會第四任會長，卸任後任福井燒炭協會顧問，2003年任日本竹炭竹酢液生產者協議會會長。
2001年應台灣工研院陳文祈之邀，訪問台灣，指導台灣竹炭開發團隊。
自1995年起，鳥羽曙與京都大學、福井大學、名古屋大學、台灣行政院農業委員會林業試驗所等學界單位合作，參與基本研究、燒炭裝製、竹炭相關產品製作、環保應用等研究。
與夏浦銀治、谷田貝光克合著有《竹炭．竹酢液製作應用方法》一書(《竹炭・竹酢液つくり方生かし方》，ISBN 9784883401833)

## 得獎記錄
- 2000年 10月獲福井縣「むらの達人」認證、11月林野庁感謝狀
- 2002年 獲小浜市長表揚
- 2002年 受國土綠化推進機構「森の名手名人」認證